# Tibiriçá
Tibiriçá (né à une date et à endroit inconnu  — São Paulo de Piratininga, 25 décembre 1562) fut un important leader indigène tupiniquim des débuts de la colonisation portugaise au Brésil. Il était l'allié des Portugais. Il eut un rôle éminent dans la fondation de la cité de São Paulo en 1554.

## Étymologie
L'écrivain Eduardo Bueno, se basant sur Teodoro Fernandes Sampaio, dit que "Tibiriçá" signifie "vigilant de la serra" en tupi, on accepte aussi l'expression "sentinelle de la serra",,,.

## Biographie
Il fut converti et baptisé par les jésuites José de Anchieta et Leonardo Nunes. Son nom de baptême chrétien fut Martim Afonso, en hommage à Martim Afonso de Sousa, fondateur de São Vicente. Sa dépouille mortelle se trouve dans la crypte de la Cathédrale métropolitaine de São Paulo. Il était chef d'une partie de la nation indigène établie au Campo de Piratininga, avec siège dans le village d'Inhampuambuçu. C'était le frère de Piquerobi et de Caiubi, indiens qui se firent remarquer durant la colonisation do Brésil: le premier comme ennemi et le second comme grand collaborateur des jésuites. Il eut beaucoup d'enfants. Avec l'Indienne Potira, il eut Ítalo,Ará, Pirijá, Arajá, Toruí, Bartira e Maria da Grã.
Bartira épousa João Ramalho, qui était un grand ami de Tibiriça et à la demande duquel il défendit les portugais quand ceux-ci arrivèrent à São Vicente. En 1554, il accompagna Manuel da Nóbrega et Anchieta dans la fondation de São Paulo et il s'établit à l'endroit où aujourd'hui se trouve le Monastère de São Bento distribuant ses Indiens aux environs. L'actuelle rue São Bento était, pour cette raison appelée, primitivement, Martim Afonso (Nom de baptêmee du cacique). Grâce à son influence, les jésuites purent grouper les premières cabanes de néophytes aux environs du collège. Tibiriçá donna, aux jésuites, la plus grande preuve de fidélité le 9 juillet 1562, quand, brandissant le drapeau et une épée de bois peinte et ornée de diverses couleurs, il repoussa, avec bravoure, l'attaque à la Vila São Paulo effectuée par les indiens Tupi, Guaianases et Carijos commandés par son neveu Jagoaranho (fils de Piquerobi) dans l'attaque connue comme le siège de Piratininga. Durant le combat, Tibiriça tua son frère Piquerobi e son neveu Jaguaranho.
Tibiriçá mourut le 25 décembre 1562, victime de la peste, comme le certifie José de Anchieta dans sa lettre envoyée au père Diogo Laines. En 1580, Susana Dias, sa petite-fille, fonda une propriété sur la marge du Rio Tietê, à l'ouest de la ville de São Paul près d'une chute d'eau appelée par les Indiens, "Parnaíba"; aujourd´hui, c'est la cité de Santana de Parnaíba.
La route SP-031, qui relie la Via Anchieta à la ville de Suzano, porte le nom de "Rodovia Índio Tibiriçá"